# Titus Robilius Flaccus
Titus Robilius Flaccus war ein antiker römischer Toreut (Metallbearbeiter), der im 1. Jahrhundert in Kampanien tätig war.
Titus Robilius Flaccus ist heute nur noch aufgrund von zwei Signaturstempeln auf Bronzekasserollen bekannt. Mit Tiberius Robilius Sitius gibt es im ersten Jahrhundert in Kampanien noch einen weiteren Toreuten aus der Gens der Robilier. Bei den Stücken handelt es sich um:
1. Bronzekasserolle; gefunden in Pompeji; heute im Archäologischen Nationalmuseum in Neapel.[1]
2. Bronzekasserolle; gefunden in Rouen (dem antiken Rotomagus), Département Seine-Maritime, der Region Normandie, Frankreich; heute im Musée départemental des Antiquités in Rouen.[2]

## Einzelbelege
1. ↑  Inventarnummer 124900; Richard Petrovszky: Studien zu römischen Bronzegefäßen mit Meisterstempeln. Leidorf, Buch am Erlbach 1993, S. 291, Nr. R.03.01.
2. ↑  Inventarnummer ?; Richard Petrovszky: Studien zu römischen Bronzegefäßen mit Meisterstempeln. Leidorf, Buch am Erlbach 1993, S. 291, Nr. R.03.02.

| Personendaten    | Personendaten                              |
| ---------------- | ------------------------------------------ |
| NAME             | Robilius Flaccus, Titus                    |
| ALTERNATIVNAMEN  | Flaccus, Titus Robilius                    |
| KURZBESCHREIBUNG | antiker römischer Toreut                   |
| GEBURTSDATUM     | 1. Jahrhundert v. Chr. oder 1. Jahrhundert |
| STERBEDATUM      | 1. Jahrhundert oder 2. Jahrhundert         |